# Lista de ex-empregados da WWE (D–H)
A WWE é uma promoção de luta livre profissional localizada em Stamford, Connecticut. Ex-empregados (com sobrenome de D–H) incluem lutadores, managers, comentaristas, locutores, repórteres, árbitros, treinadores, roteiristas, executivos e diretores.
Os empregados recebem contratos de desenvolvimentos a de décadas. Eles aparecem em programas de televisão da WWE, pay-per-views e eventos ao vivo. Outros, lutam nos territórios de desenvolvimento, hoje NXT, e já: Florida Championship Wrestling, Deep South Wrestling, Heartland Wrestling Association, International Wrestling Association, Memphis Championship Wrestling e Ohio Valley Wrestling.
Aqueles que realizaram aparições sem contratos e aqueles que foram demitidos mas estão empregados hoje não foram incluídos.

## Ex-empregados (D—H)

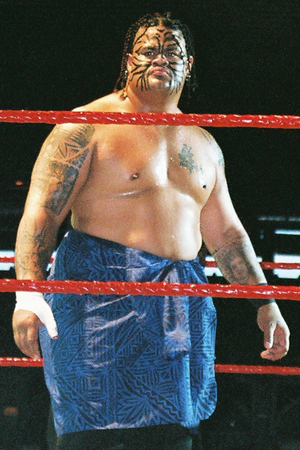
Edward Smith Fatu, conhecido como Umaga num house show do WWE Raw.

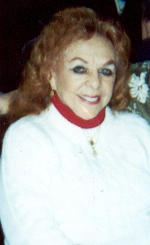
Membro do Hall da Fama, Mary Lillian Ellison, mais conhecida como The Fabulous Moolah.

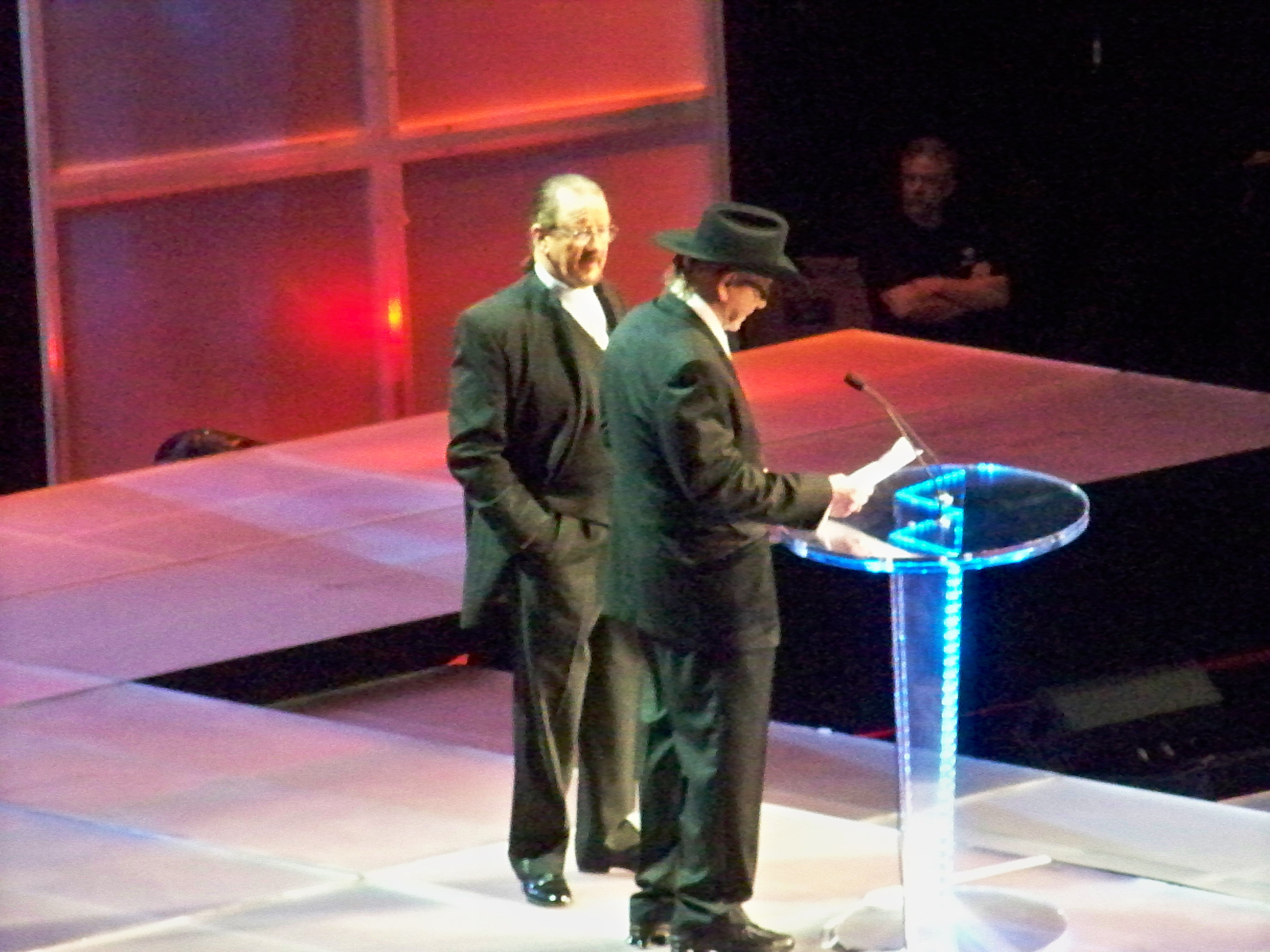
Dory e Terry Funk no Hall da Fama em 2009.

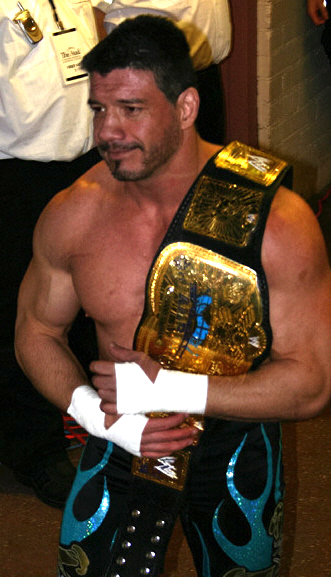
Membro do Hall da Fama Eddie Guerrero em um evento ao vivo em Kitchener, Ontário, Canadá.

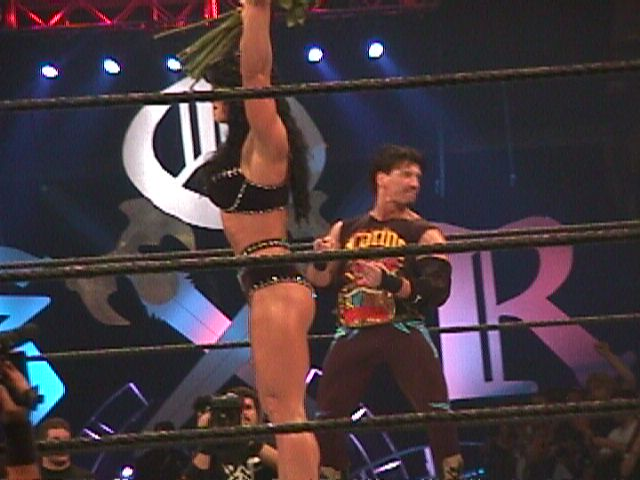
Chyna no King of the Ring com Eddie Guerrero.

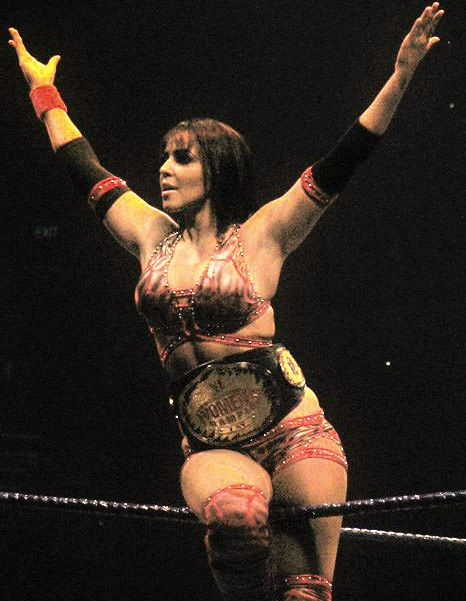
Layla em um live event em Melbourne, Austrália.

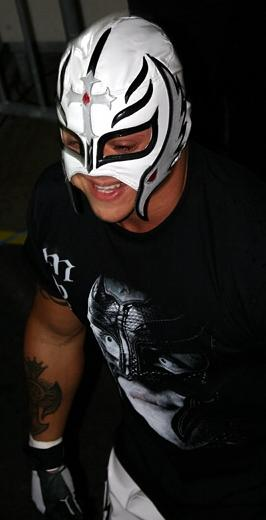
Rey Mysterio em um house show em 2005.

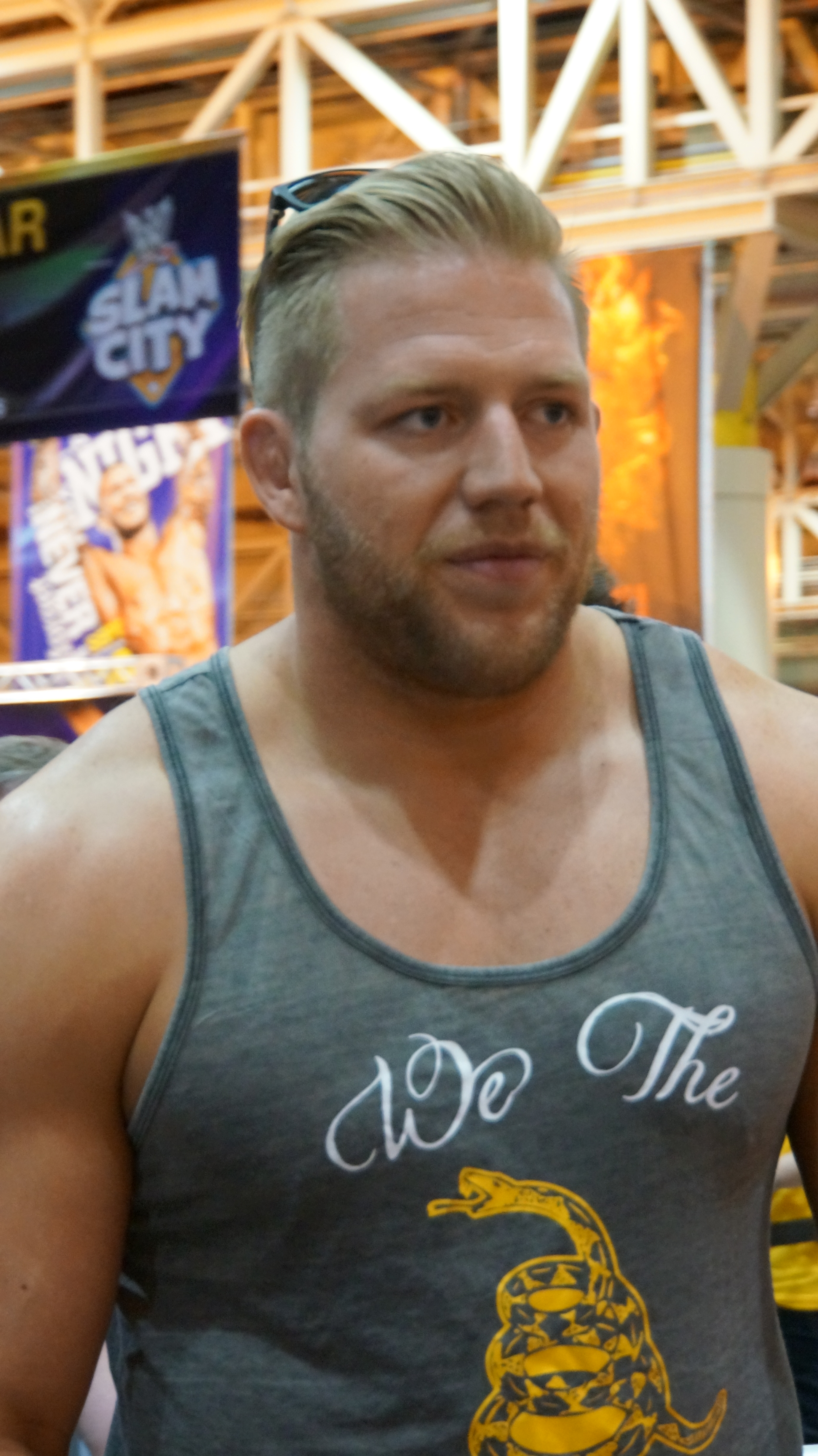
Jack Swagger em 2014.

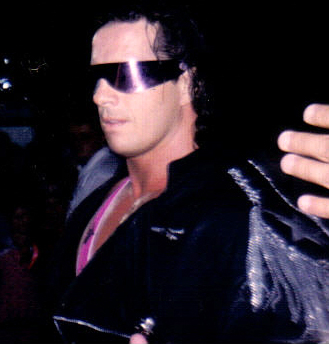
Membro do Hall da Fama Bret Hart em um evento ao vivo.

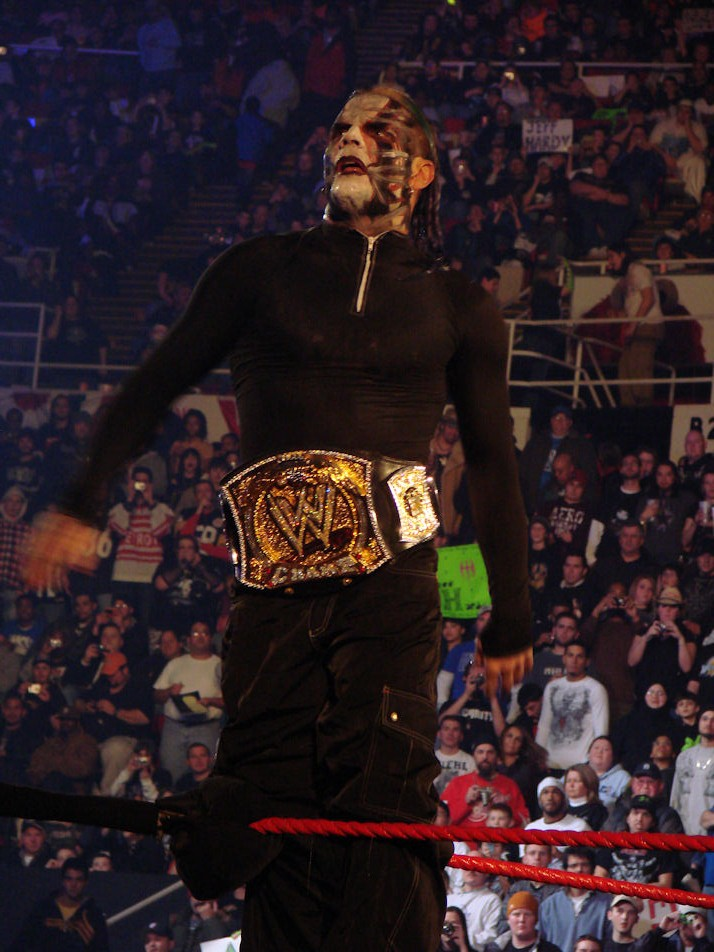
Jeff Hardy como Campeão da WWE no início de 2009.

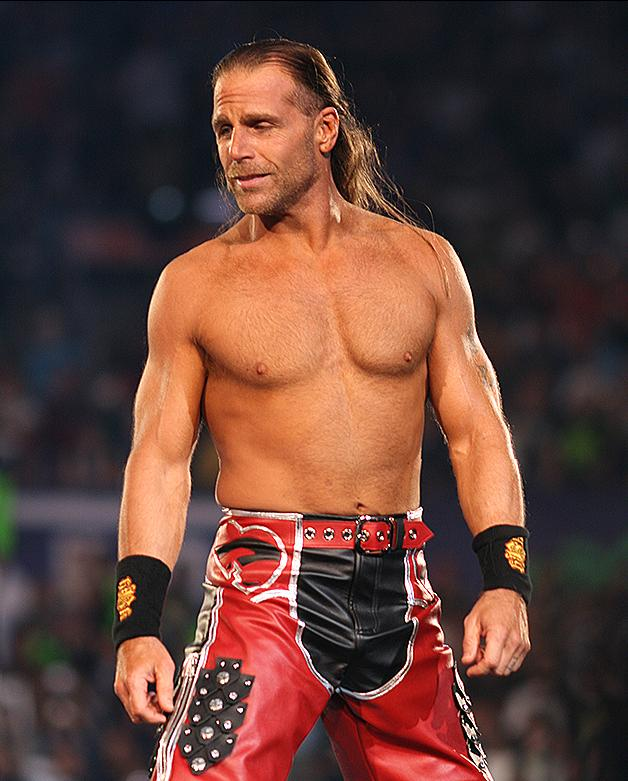
Membro do Hall da Fama Shawn Michaels no WrestleMania XXIV

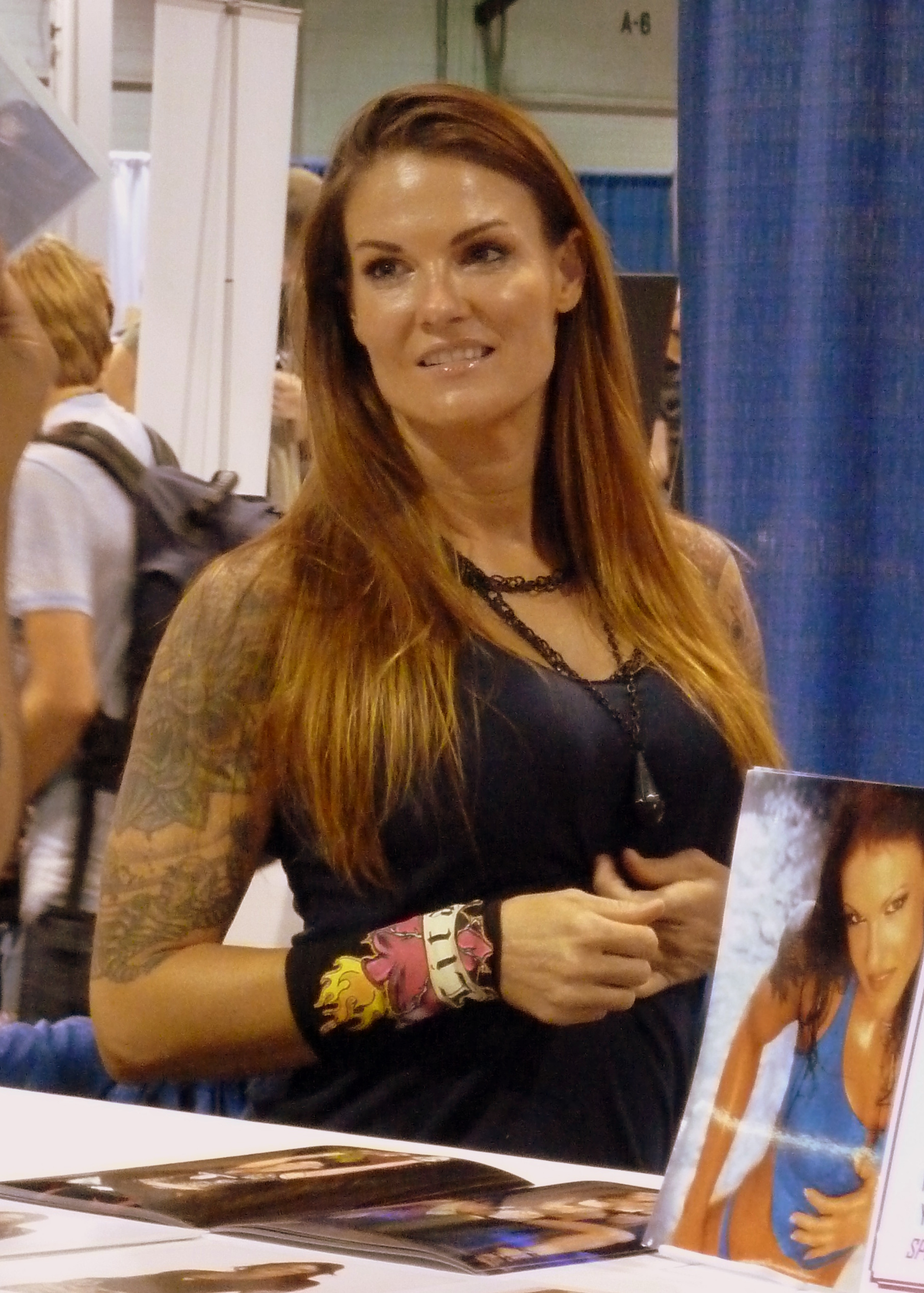
Lita no Wrestlemania Axxess em 2012

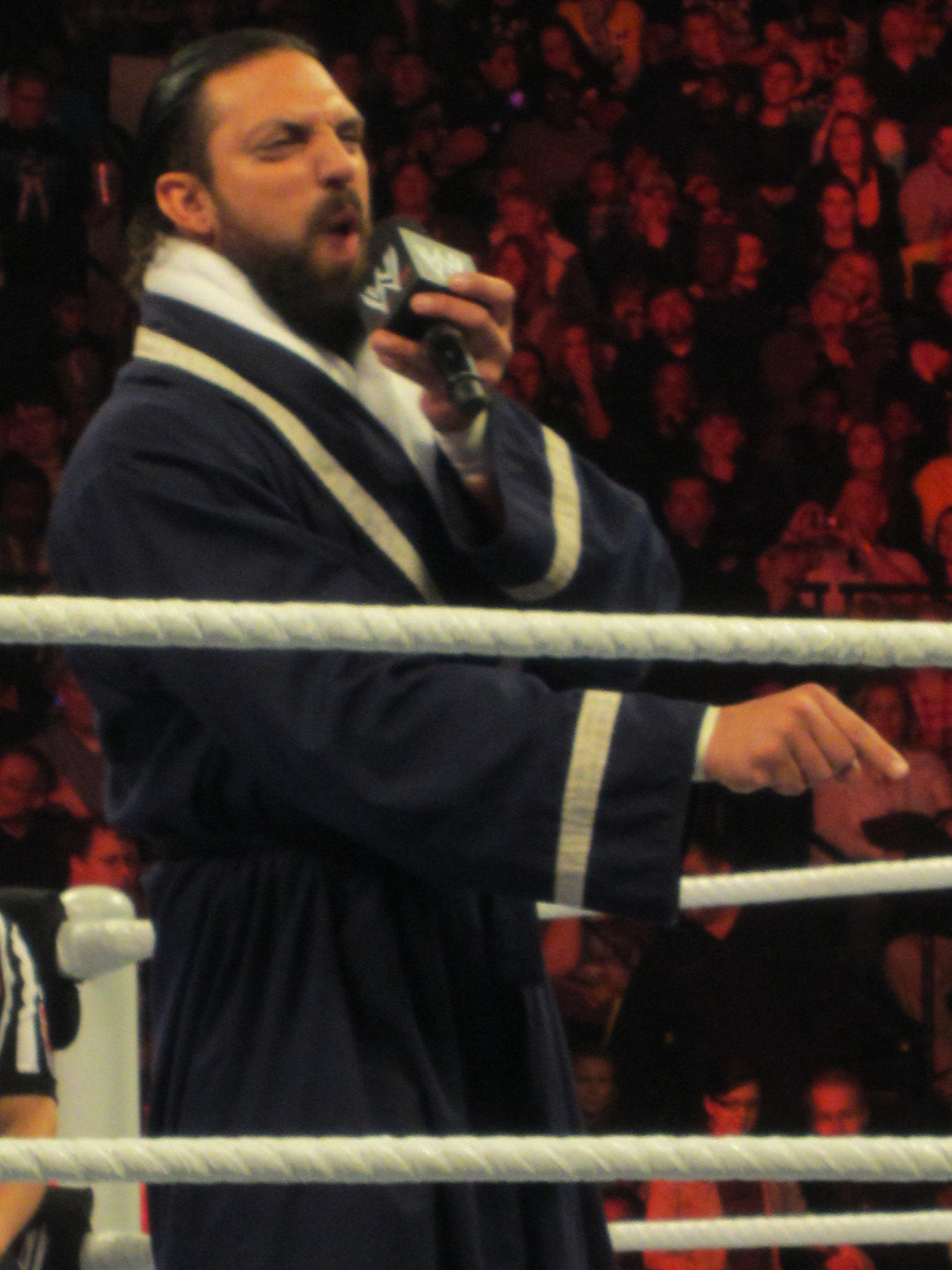
Aaron Steven Haddad conhecido como Damien Sandow no Raw em 2013.

| Nome:                   | Nome de ringue(s):                                                  | Duração:                           | Notas:                      |
| ----------------------- | ------------------------------------------------------------------- | ---------------------------------- | --------------------------- |
| Dara Daivari            | Daivari Khosrow Daivari                                             | 2004-2007                          | [ 3 ] [ 4 ] [ 5 ]           |
| Daniel Covell           | Conquistador Dos Chris Daniels                                      | 1998–2000                          | [ 6 ] [ 7 ]                 |
| Lou D'Angeli            | Sign Guy Dudley                                                     | 1996 2006                          |                             |
| Dwayne Johnson          | The Rock                                                            | 1996-2016                          |                             |
| Jonathan David Good     | Dean Ambrose                                                        | 2011-2019                          |                             |
| Billy Darnell†          | Billy Darnell                                                       | 1961                               | [ 8 ] [ 9 ]                 |
| Barry Darsow            | Demolition Smash Repo Man                                           | 1987–1993                          | [ 10 ] [ 11 ]               |
| Tenille Dashwood        | Emma                                                                | 2011–2017                          | [ 12 ]                      |
| Tony Dawson             | Tony Dawson Tony Luftman                                            | 2012–2013                          |                             |
| Ruethann DeBona         | Rue DeBona                                                          | 2003-2004                          | [ 13 ] [ 14 ]               |
| Carmella DeCesare       | Carmella                                                            | 2004                               | [ 15 ] [ 16 ]               |
| Colin Delaney           | Colin Delaney                                                       | 2007-2008                          | [ 17 ] [ 18 ] [ 19 ]        |
| William DeMott          | Bill DeMott Hugh Morrus Crash the Terminator                        | 1995 2001–2007 2011–2015           |                             |
| Dominic DeNucci         | Dominic DeNucci                                                     | 1967–1972 1974–1982                | [ 20 ] [ 21 ] [ 22 ]        |
| Michael DePoli          | Antoni Polaski Roadkill                                             | 2005-2008                          | [ 23 ] [ 24 ]               |
| Theodore DiBiase        | Ted DiBiase                                                         | 1979 1987–1996                     | [ 25 ] [ 26 ] [ 27 ]        |
| Theodore DiBiase, Jr.   | Ted DiBiase, Jr.                                                    | 2008–2013                          |                             |
| John DiGiacomo          | Jameson                                                             | 1992                               | [ 28 ]                      |
| Katherine Dingman       | B.B. Barbara Bush                                                   | 2000                               | [ 29 ] [ 30 ]               |
| Nick Dinsmore           | Eugene Nick Dinsmore                                                | 1999 2004-2007 2009 2013-2014      |                             |
| Rebecca DiPietro        | Rebecca Rebecca DiPietro                                            | 2006-2007                          | [ 31 ] [ 32 ] [ 33 ]        |
| Kenneth Doane           | Kenny Kenny Dykstra Ken Phoenix                                     | 2005-2008 2016-2017                | [ 34 ] [ 35 ] [ 36 ]        |
| Steven Doll†            | Steven Dunn                                                         | 1993-1995                          | [ 37 ]                      |
| Mascarita Dorada        | El Torito                                                           | 2013-2016                          | [ 38 ]                      |
| Joseph Dorgan           | Johnny Parisi Joe Dorgan                                            | 1995 2005-2006                     | [ 39 ] [ 40 ]               |
| Kara Drew               | Cherry Cherry Pie                                                   | 2005-2008                          | [ 17 ] [ 18 ] [ 41 ]        |
| Michael Droese          | Duke Droese                                                         | 1994-1996                          | [ 42 ] [ 43 ]               |
| Darren Drozdov          | Puke Droz                                                           | 1998-1999                          |                             |
| James Dudley†           | James Dudley                                                        | 1960                               | [ 44 ]                      |
| James Duggan, Jr.       | "Hacksaw" Jim Duggan                                                | 1987–1993 2006–2009 2011-2012      |                             |
| Amy Dumas               | Lita                                                                | 1999-2006 2012                     |                             |
| Michael Durham†         | Johnny Grunge                                                       | 1999                               | [ 45 ] [ 46 ]               |
| Živilė Raudoniene       | Aksana                                                              | 2009–2014                          |                             |
| Bill Eadie              | Demolition Ax The Masked Superstar Super Machine Bolo Mongol        | 1973 1983–1984 1986–1990           | [ 47 ]                      |
| Linda Edwards           | Linda McMahon                                                       | 1980-2009                          | [ 48 ]                      |
| Conrad Efraim†          | S.D. Jones Special Delivery Jones                                   | 1974–1988 1990                     | [ 49 ] [ 50 ] [ 51 ] [ 52 ] |
| Layla El                | Layla Layla El                                                      | 2006-2015                          |                             |
| James Ellsworth         | James Ellsworth                                                     | 2016-2017                          | [ 53 ]                      |
| Adnan El Farthie        | Billy White Wolf General Adnan                                      | 1976–1977 1990–1991                | [ 54 ] [ 55 ] [ 56 ] [ 57 ] |
| Mary Ellison†           | The Fabulous Moolah The Spider Lady                                 | 1955–1987 1991–2007                | [ 58 ] [ 59 ] [ 60 ]        |
| Jonathon Emminger       | Lucky Cannon Johnny Prime                                           | 2008–2011                          |                             |
| Michael Enos            | Blake Beverly                                                       | 1991–1993                          | [ 61 ]                      |
| Jose Estrada Jr.        | Jose Estrada Jr.                                                    | 1997–1999                          | [ 62 ]                      |
| José Estrada Sr.        | Jose Estrada                                                        | 1978–1990                          | [ 63 ] [ 64 ] [ 65 ]        |
| Kristin Eubanks         | Krissy Vaine                                                        | 2006–2007                          | [ 66 ] [ 67 ] [ 68 ]        |
| Sidney Eudy             | Sid Sid Justice Sycho Sid                                           | 1991–1992 1995–1997                | [ 69 ] [ 70 ]               |
| Tyrone Evans            | Michael Tarver                                                      | 2008–2011                          | [ 71 ]                      |
| Lance Evers             | Lance Storm                                                         | 2001–2005                          | [ 72 ] [ 73 ] [ 74 ]        |
| Page Falkinburg         | Diamond Dallas Page                                                 | 2001–2002                          | [ 75 ] [ 76 ]               |
| James Fanning           | Jimmy Valiant                                                       | 1971–1972 1973–1975 1979           | [ 77 ] [ 78 ] [ 79 ]        |
| Edward Farhat†          | The Sheik                                                           | 1964–1969 1973–1974                | [ 80 ]                      |
| Roy Farris              | The Honky Tonk Man                                                  | 1986–1991 1997–1998 2008           | [ 81 ] [ 82 ] [ 83 ]        |
| Edward Fatu†            | Jamal Umaga                                                         | 1995–1996 2001–2003 2005–2009      | [ 84 ]                      |
| Samuel Fatu             | The Tonga Kid Tama                                                  | 1983–1988                          |                             |
| Solofa Fatu Jr.         | Fatu Rikishi Rikishi Phatu The Sultan                               | 1992–1998 1999-2004                | [ 85 ]                      |
| Raymond Fernandez†      | Hercules Hercules Hernandez                                         | 1985-1992                          | [ 86 ] [ 87 ]               |
| David Ferrier†          | Jimmy Del Ray                                                       | 1993-1995                          |                             |
| Kevin Fertig            | Kevin Thorn Mordecai The Vampire Vengeance Seven Thorn              | 2000-2005 2006-2009                | [ 88 ]                      |
| Tevita Fifita           | Camacho                                                             | 2011–2014                          | [ 90 ]                      |
| Tonga Fifita            | Haku King Haku King Tonga                                           | 1985–1992 2001-2002                | [ 91 ] [ 92 ]               |
| Stephanie Finochio      | Trinity                                                             | 2005-2007                          | [ 93 ] [ 94 ] [ 95 ]        |
| David Fliehr            | David Flair                                                         | 2001-2002                          | [ 96 ] [ 97 ]               |
| Richard Fliehr          | Ric Flair                                                           | 1991–1993 2001–2009 2012–2015 2016 |                             |
| Michael Foley           | Mick Foley Mankind Dude Love Cactus Jack                            | 1996–2008 2011–2013                |                             |
| Angela Fong             | Miss Angela Savannah                                                | 2007–2010                          | [ 98 ] [ 99 ]               |
| Chad Fortune            | Travis                                                              | 1995-1996                          | [ 100 ] [ 101 ] [ 102 ]     |
| Francine Fournier       | Francine                                                            | 2006                               | [ 103 ] [ 104 ]             |
| Keith Franke†           | Adrian Adonis                                                       | 1982–1987                          | [ 105 ]                     |
| Nelson Frazier Jr.†     | Big Daddy V King Mabel Mabel Viscera                                | 1993–1996 1998–2000 2004–2008      | [ 106 ] [ 107 ] [ 108 ]     |
| Stanley Frazier†        | Uncle Elmer                                                         | 1985-1986                          | [ 109 ] [ 110 ]             |
| Jeremy Fritz            | Eric Young                                                          | 2016-2020                          |                             |
| Tatsumi Fujinami        | Tatsumi Fujinami                                                    | 1978-1979                          | [ 111 ] [ 112 ]             |
| Harry Fujiwara†         | Mr. Fuji                                                            | 1972–1974 1977–1978 1981–1996      | [ 113 ]                     |
| Robert Fuller           | Tennessee Lee                                                       | 1998                               | [ 114 ]                     |
| James Fullington        | The Sandman                                                         | 2005-2007                          | [ 103 ] [ 115 ]             |
| Shoichi Funaki          | Funaki Kung Fu Naki Sho Funaki                                      | 1998-2010                          | [ 116 ]                     |
| Dorrance Funk, Jr.      | Hoss Funk                                                           | 1986 1996 1998-1999                |                             |
| Terrence Funk           | Terry Funk Chainsaw Charlie                                         | 1972–1973 1985–1986 1997–1998 2006 |                             |
| Doug Furnas†            | Doug Furnas                                                         | 1996-1997                          |                             |
| Jean Gagné              | Frenchy Martin                                                      | 1987-1990                          |                             |
| Andrew Galloway IV      | Drew McIntyre Drew Galloway                                         | 2007–2014                          | [ 90 ]                      |
| Lilián Garcia           | Lilian Garcia                                                       | 1999-2009 2011-2016                |                             |
| Brianna Garcia-Colace   | Brie Bella                                                          | 2007-2012 2013-2016                |                             |
| Shad Gaspard            | Shad Gaspard Shad Da Beast                                          | 2003-2010                          | [ 118 ]                     |
| Peter Gasperino         | Pete Gas                                                            | 1999-2001                          | [ 119 ]                     |
| Jacquelyn Gayda         | Miss Jackie Jackie Gayda                                            | 2002-2005                          | [ 120 ] [ 121 ]             |
| Thomas Gilbert, Jr.†    | Eddie Gilbert                                                       | 1981–1983                          |                             |
| Glenn Gilbertti         | Glenn Gilberti                                                      | 1992                               | [ 122 ]                     |
| Duane Gill              | Gillberg Duane Gill Executioner #1                                  | 1992–1994 1998–2000                |                             |
| Joy Giovanni            | Joy Giovanni                                                        | 2004-2005                          | [ 120 ] [ 123 ]             |
| Claude Giroux           | Dink the Clown Little Hulkster The Macho Midget Tiger Jackson       | 1982-1985 1992-1996                |                             |
| Lionel Giroux†          | Little Beaver                                                       | 1963 1966-1973 1982-1983 1985 1987 | [ 124 ]                     |
| Terrance Guido Gerin    | Rhyno                                                               | 2015-2016                          |                             |
| Richard Gland†          | Dick Brower                                                         | 1966–1967 1969–1971 1978–1982      | [ 125 ] [ 126 ]             |
| René Goguen             | René Duprée                                                         | 2002-2007                          | [ 127 ] [ 128 ]             |
| William Goldberg        | Goldberg                                                            | 2003-2004 2016–2017                |                             |
| Jorge González†         | Giant Gonzales                                                      | 1993                               |                             |
| Luther Goodall†         | Luther Lindsay                                                      | 1959                               |                             |
| Frank Goodish†          | Bruiser Brody                                                       | 1976–1977                          | [ 129 ]                     |
| Marcos Gomes            | Marcos Gomes                                                        | 2019-2020                          |                             |
| Terry Gordy Jr.         | Jesse Slam Master J Jesse Dalton Ray Geezy                          | 2005-2010                          | [ 116 ]                     |
| Terry Gordy†            | The Executioner Terry Gordy                                         | 1984 1996                          |                             |
| Edward Gossett†         | Eddie Graham                                                        | 1959–1960 1964–1965 1970–1971 1972 |                             |
| Zachary Gowen           | Zach Gowen                                                          | 2003-2004                          |                             |
| Derek Graham-Couch      | Robbie McAllister                                                   | 2005-2008                          | [ 17 ] [ 18 ]               |
| George Gray             | Akeem One Man Gang                                                  | 1987–1990                          |                             |
| Lionel Green            | Lio Rush                                                            | 2017-2020                          |                             |
| Nora Greenwald          | Mighty Molly Molly Holly Lady Ophella                               | 2000-2005                          | [ 130 ]                     |
| Sylvain Grenier         | Sylvan Sylvain Grenier                                              | 2003-2007                          | [ 131 ] [ 132 ]             |
| Barri Griffiths         | Mason Ryan                                                          | 2009–2014                          |                             |
| Victor Grimes           | Key                                                                 | 1999                               |                             |
| Todd Grisham            | Todd Grisham                                                        | 2004–2011                          | [ 133 ]                     |
| Peter Gruner, Jr.       | Billy Kidman                                                        | 2001-2005                          | [ 120 ] [ 134 ]             |
| Nidia Guenard           | Nidia                                                               | 2001–2004                          |                             |
| Eduardo Guerrero‡       | Eddie Guerrero                                                      | 2000-2001 2002-2005 ‡              | [ 135 ]                     |
| Salvador Guerrero III†  | Chavo Classic Chavo Guerrero Sr.                                    | 2004                               |                             |
| Salvador Guerrero IV    | Chavo Guerrero Kerwin White                                         | 2001–2011                          | [ 136 ]                     |
| Vickie Guerrero         | Vickie Guerrero                                                     | 2005–2014                          |                             |
| Oscar Gutierrez         | Rey Mysterio                                                        | 2002–2015                          |                             |
| Donald Jacob Hager, Jr. | Jack Swagger                                                        | 2006–2017                          | [ 137 ]                     |
| Sean Haire†             | Sean O'Haire                                                        | 2001–2004                          |                             |
| Charles Haas II         | Charlie Haas                                                        | 2000-2005 2006-2010                | [ 138 ]                     |
| Aaron Haddad            | Aaron Stevens Damien Mizdow Damien Sandow Idol Stevens Macho Mandow | 2002–2007 2010–2016                | [ 38 ]                      |
| Jillian Hall            | Jillian Hall Jillian                                                | 2003-2010                          | [ 118 ]                     |
| Scott Hall              | Scott Hall Razor Ramon                                              | 1992–1996 2002                     | [ 139 ] [ 140 ]             |
| Mike Halac              | Mantaur Tank Goldust's bodyguard                                    | 1994–1997                          |                             |
| Tony Halme†             | Ludvig Borga Ludwig Borge                                           | 1993-1994                          |                             |
| Rafael Halperin         | Rafael Halperin                                                     | 1950s                              | [ 141 ] [ 142 ] [ 143 ]     |
| Joseph Hamilton Jr.     | Nick Patrick                                                        | 2001-2008                          | [ 106 ] [ 107 ]             |
| Andrew Hankinson        | Luke Gallows                                                        | 2006-2020                          |                             |
| Gurjit Hans             | Tiger Ali Singh                                                     | 1997–2002                          |                             |
| Ib Hansen†              | Eric the Red                                                        | 1970                               |                             |
| John Hansen II          | Stan Hansen                                                         | 1976 1981                          |                             |
| James Harrell           | Boris Zhukov                                                        | 1987–1990                          | [ 144 ]                     |
| Christopher Harris      | Braden Walker                                                       | 1996 2008                          | [ 145 ] [ 146 ]             |
| Donald Harris           | 8-Ball Don Harris Jacob Blu Jared Grimm                             | 1995 1996 1997–1999                |                             |
| Houston Harris†         | Bobo Brazil                                                         | 1963–1968 1976–1977 1984           |                             |
| James Harris            | Kamala                                                              | 1984 1986–1988 1992–1993 2006      |                             |
| Rick Harris             | Black Bart                                                          | 1989–1991                          |                             |
| Ronald Harris           | Eli Blu Jason Grimm Ron Harris Skull                                | 1995 1996 1997–1999                |                             |
| Bret Hart               | Bret Hart                                                           | 1984-1997 2010                     |                             |
| Bruce Hart              | Bruce Hart                                                          | 1993                               |                             |
| James Hart              | Jimmy Hart                                                          | 1985–1993                          |                             |
| Keith Hart              | Keith Hart                                                          | 1993                               |                             |
| Owen Hart‡              | The Blue Blazer Owen Hart                                           | 1988-1989 1992-1999 ‡              | [ 147 ]                     |
| Kazuhiro Hayashi        | Kaz Hayashi Shiryu                                                  | 2001                               | [ 148 ]                     |
| Alfred Hayes†           | Lord Alfred Hayes                                                   | 1982–1995                          |                             |
| Trisa Hayes             | Beulah McGillicutty                                                 | 1997 2005-2006                     |                             |
| William Haynes III      | Billy Jack Haynes                                                   | 1986–1988                          |                             |
| David Heath             | Gangrel Black Phantom The Druid                                     | 1993-1995 1998-2001 2004-2007      | [ 149 ] [ 150 ] [ 151 ]     |
| Dave Hebner             | Dave Hebner                                                         | 1986-2005                          | [ 152 ]                     |
| Earl Hebner             | Earl Hebner                                                         | 1988-2005                          | [ 153 ]                     |
| Raymond Heenan          | Bobby Heenan                                                        | 1984–1993                          |                             |
| Laurence Heffernan†     | Roy Heffernan                                                       | 1960–1961 1963–1964 1967           | [ 154 ] [ 155 ]             |
| Brian Heffron           | The Blue Meanie                                                     | 1998–2000 2005                     |                             |
| Michael Hegstrand†      | Hawk Road Warrior Hawk                                              | 1990–1992 1997–1999 2003           |                             |
| Jon Heidenreich         | Heidenreich                                                         | 2003-2006                          | [ 156 ]                     |
| Gregory Helms           | Gregory Helms Hurricane Helms The Hurricane                         | 2001-2010                          | [ 157 ]                     |
| James Hellwig †         | The Ultimate Warrior Dingo Warrior                                  | 1987–1991 1992 1996                |                             |
| Christina Hemme         | Christy Hemme                                                       | 2004-2005                          | [ 158 ]                     |
| Curtis Hennig†          | Curt Hennig Mr. Perfect                                             | 1981-1984 1988-1996 2002           | [ 139 ]                     |
| Larry Hennig            | Larry Hennig                                                        | 1965 1973–1974                     |                             |
| Mickie Henson           | Mickie Henson Mickey Jay                                            | 2005-2009                          | [ 159 ]                     |
| John Hennigan           | John Morrison Johnny Nitro Johnny Blaze Johnny Spade                | 2002–2011                          | [ 160 ]                     |
| Ronald Herd             | Ron Bass                                                            | 1987–1989                          |                             |
| Eduardo Hernández       | Juventud Juventud Guerrera                                          | 2005-2006                          | [ 161 ] [ 162 ]             |
| Michael Hettinga        | Mike Knox                                                           | 2005-2010                          | [ 163 ]                     |
| Melissa Hiatt           | Missy Hyatt                                                         | 1987                               |                             |
| Michael Hickenbottom    | Shawn Michaels                                                      | 1984–2010                          |                             |
| Dean Higuchi            | Dean Ho                                                             | 1973–1975                          |                             |
| John Hill†              | Jerry Valiant                                                       | 1979 1984–1985                     | [ 164 ]                     |
| James Hines             | Bobby Fulton                                                        | 1997                               |                             |
| Daniel Hollie           | Danny Basham                                                        | 2003-2007                          | [ 149 ] [ 150 ] [ 165 ]     |
| Robert Horne            | Mo                                                                  | 1993–1996                          |                             |
| Barry Horowitz          | Barry Horowitz Barry Hart                                           | 1979 1982–1983 1987–1990 1992–1997 |                             |
| Malia Hosaka            | Malia Hosaka                                                        | 1999                               |                             |
| Robert Howard           | Bob Holly Bombbastic Bob Hardcore Holly Thurman "Sparky" Plugg      | 1994-2009                          | [ 166 ]                     |
| Lance Hoyt              | Vance Archer                                                        | 2009-2010                          | [ 118 ]                     |
| Jon Huber               | Luke Harper                                                         | 2012-2016                          |                             |
| Maven Huffman           | Maven                                                               | 2001-2005                          | [ 120 ] [ 134 ]             |
| Jonathan Hugger         | Johnny Stamboli                                                     | 2001–2004                          |                             |
| Curtis Hughes           | Mr. Hughes                                                          | 1993 1997 1999–2000                |                             |
| Devon Hughes            | D-Von Dudley Reverend D-Von                                         | 1997 1999-2005 2015-2016           | [ 120 ] [ 167 ]             |
| Michael Hutter          | EC3                                                                 | 2006-2020                          |                             |
| Elizabeth Hulette†      | Miss Elizabeth                                                      | 1985–1989 1991–1992                | [ 168 ]                     |
| Matthew Hyson           | Spike Dudley                                                        | 2001-2005                          | [ 120 ] [ 169 ]             |

| Nome da empresa no ano                                              | Nome da empresa no ano |
| ------------------------------------------------------------------- | ---------------------- |
| Capitol Wrestling Corporation                                       | 1952–1963              |
| World Wide Wrestling Federation                                     | 1963–1979              |
| World Wrestling Federation                                          | 1979–2002              |
| World Wrestling Entertainment                                       | 2002–2011              |
| WWE                                                                 | 2011–presente          |
| Notas                                                               |                        |
| † ↑ Indica que eles já morreram.                                    |                        |
| ‡ ↑ Indica que eles morreram enquanto estavam empregados com a WWE. |                        |